# 秋山千鶴
秋山 千鶴（あきやま ちづる、1976年11月21日 - ）は、NHKの契約キャスター。

## 来歴
東京都出身。立命館大学文学部卒業。
映像制作会社でアシスタントディレクターを経験した後、2003年1月に愛媛県へ移住。同年2月から2004年3月まで産休・育休を取得していた平繁かなえに替わり、あいテレビ (ITV) のアナウンサーを務めた。
その後はNHKの契約キャスターに転身し、2004年4月からNHK徳島放送局で夕方の地域情報番組を担当。2008年3月にNHK福岡放送局の契約キャスターになり、同局でも夕方の地域情報番組を担当した。そして2012年4月から東京NHKラジオセンターの契約キャスター、2018年7月からはNHK BSニュースのキャスターを務めた。

## 担当番組
- NHK手話ニュース845（NHK Eテレ、2023年4月 - ） - ニュースリーダー

## 過去の担当番組
- パワサタ（あいテレビ、2003年度）[1]
- ほっとイブニング徳島（NHK徳島放送局、2004年度）[4]
- ニュースとくしま610（NHK徳島放送局、2007年度） - キャスター
- ニュースなっとく福岡（NHK福岡放送局、2008年度 - 2010年度） - キャスター[5]
- お元気ですか日本列島（NHK総合テレビ、2008年度 - 2011年度） - 九州・沖縄のニュース担当[2]
- 熱烈発信!福岡NOW（NHK福岡放送局、2011年度） - キャスター
- ニュースチェック11（NHK総合テレビ、2016年度 - 2018年度） - ナレーター
- ニュースウオッチ9（NHK総合テレビ、2019年1月 - 3月） - ナレーター
- NHK BSニュース（NHK BS1、2018年7月14日 - 10月25日・2019年1月23日・4月1日 - 2023年3月） - キャスター

### ラジオ番組
- NHKきょうのニュース（NHKラジオ第1 ほか） - サブキャスター
- 関東甲信越地方のニュース（NHKラジオ第1）
- NHKけさのニュース（NHKラジオ第1 ほか） - サブキャスター
- NHKマイあさラジオ（NHKラジオ第1 ほか） - フラッシュニュース担当